# Liste des sénateurs des États-Unis pour le Mississippi
Depuis son adhésion à l'Union, le 10 décembre 1817, l'État du Mississippi élit deux sénateurs, membres du Sénat fédéral.

## Liste
| Sénateur de classe 1                                                                                             | Sénateur de classe 1                 | Sénateur de classe 1 | Congrès                            | Sénateur de classe 3 | Sénateur de classe 3 | Sénateur de classe 3 |
| --- | ------------------------------------ | -------------------- | ---------------------------------- | -------------------- | -------------------- | -------------------- |
| |                                      |                      | 1er (1789-1791)                    |                      |                      |                      |
| |                                      |                      | 2e (1791-1793)                     |                      |                      |                      |
| |                                      |                      | 3e (1793-1795)                     |                      |                      |                      |
| |                                      |                      | 4e (1795-1797)                     |                      |                      |                      |
| |                                      |                      | 5e (1797-1799)                     |                      |                      |                      |
| |                                      |                      | 6e (1799-1801)                     |                      |                      |                      |
| |                                      |                      | 7e (1801-1803)                     |                      |                      |                      |
| |                                      |                      | 8e (1803-1805)                     |                      |                      |                      |
| |                                      |                      | 9e (1805-1807)                     |                      |                      |                      |
| |                                      |                      | 10e (1807-1809)                    |                      |                      |                      |
| |                                      |                      | 11e (1809-1811)                    |                      |                      |                      |
| |                                      |                      | 12e (1811-1813)                    |                      |                      |                      |
| |                                      |                      | 13e (1813-1815)                    |                      |                      |                      |
| |                                      |                      | 14e (1815-1817)                    |                      |                      |                      |
| |                                      |                      | 15e (1817-1819)                    |                      |                      |                      |
| |                                      |                      | 16e (1819-1821)                    |                      |                      |                      |
| |                                      |                      | 17e (1821-1823)                    |                      |                      |                      |
| |                                      |                      | 18e (1823-1825)                    |                      |                      |                      |
| |                                      |                      | 19e (1825-1827)                    |                      |                      |                      |
| |                                      |                      | 20e (1827-1829)                    |                      |                      |                      |
| |                                      |                      | 21e (1829-1831)                    |                      |                      |                      |
| |                                      |                      | 22e (1831-1833)                    |                      |                      |                      |
| |                                      |                      | 23e (1833-1835)                    |                      |                      |                      |
| |                                      |                      | 24e (1835-1837)                    |                      |                      |                      |
| |                                      |                      | 25e (1837-1839)                    |                      |                      |                      |
| |                                      |                      | 26e (1839-1841)                    |                      |                      |                      |
| |                                      |                      | 27e (1841-1843)                    |                      |                      |                      |
| |                                      |                      | 28e (1843-1845)                    |                      |                      |                      |
| |                                      |                      | 29e (1845-1847)                    |                      |                      |                      |
| |                                      |                      | 30e (1847-1849)                    |                      |                      |                      |
| |                                      |                      | 31e (1849-1851)                    |                      |                      |                      |
| |                                      |                      | 32e (1851-1853)                    |                      |                      |                      |
| |                                      |                      | 33e (1853-1855)                    |                      |                      |                      |
| |                                      |                      | 34e (1855-1857)                    |                      |                      |                      |
| |                                      |                      | 35e (1857-1859)                    |                      |                      |                      |
| |                                      |                      | 36e (1859-1861)                    |                      |                      |                      |
| De janvier 1861 à février 1870, le Mississppi — membre des États confédérés d'Amérique — n'élit pas de sénateur. |                                      |                      |                                    |                      |                      |                      |
| |                                      |                      | 41e (1870-1871)                    |                      |                      |                      |
| |                                      |                      | 42e (1871-1873)                    |                      |                      |                      |
| |                                      |                      | 43e (1873-1875)                    |                      |                      |                      |
| |                                      |                      | 44e (1875-1877)                    |                      |                      |                      |
| |                                      |                      | 45e (1877-1879)                    |                      |                      |                      |
| |                                      |                      | 46e (1879-1881)                    |                      |                      |                      |
| |                                      |                      | 47e (1881-1883)                    |                      |                      |                      |
| |                                      |                      | 48e (1883-1885)                    |                      |                      |                      |
| |                                      |                      | 49e (1885-1887)                    |                      |                      |                      |
| |                                      |                      | 50e (1887-1889)                    |                      |                      |                      |
| |                                      |                      | 51e (1889-1891)                    |                      |                      |                      |
| |                                      |                      | 52e (1891-1893)                    |                      |                      |                      |
| |                                      |                      | 53e (1893-1895)                    |                      |                      |                      |
| |                                      |                      | 54e (1895-1897)                    |                      |                      |                      |
| |                                      |                      | 55e (1897-1899)                    |                      |                      |                      |
| |                                      |                      | 56e (1899-1901)                    |                      |                      |                      |
| |                                      |                      | 57e (1901-1903)                    |                      |                      |                      |
| |                                      |                      | 58e (1903-1905)                    |                      |                      |                      |
| |                                      |                      | 59e (1905-1907)                    |                      |                      |                      |
| |                                      |                      | 60e (1907-1909)                    |                      |                      |                      |
| |                                      |                      | 61e (1909-1911)                    |                      |                      |                      |
| | John Sharp Williams (en) (démocrate) |                      | 62e (1911-1913)                    |                      |                      |                      |
| 63e (1913-1915)                                                                                                  | John Sharp Williams (en) (démocrate) |                      | James K. Vardaman (en) (démocrate) |                      |                      |                      |
| 64e (1915-1917)                                                                                                  | John Sharp Williams (en) (démocrate) |                      | James K. Vardaman (en) (démocrate) |                      |                      |                      |
| 65e (1917-1919)                                                                                                  | John Sharp Williams (en) (démocrate) |                      | James K. Vardaman (en) (démocrate) |                      |                      |                      |
| 66e (1919-1921)                                                                                                  | John Sharp Williams (en) (démocrate) |                      | Pat Harrison (en) (démocrate)      |                      |                      |                      |
| 67e (1921-1923)                                                                                                  | John Sharp Williams (en) (démocrate) |                      | Pat Harrison (en) (démocrate)      |                      |                      |                      |
| | Hubert D. Stephens (en) (démocrate)  |                      | Pat Harrison (en) (démocrate)      | 68e (1923-1925)      |                      |                      |
| 69e (1925-1927)                                                                                                  | Hubert D. Stephens (en) (démocrate)  |                      | Pat Harrison (en) (démocrate)      |                      |                      |                      |
| 70e (1927-1929)                                                                                                  | Hubert D. Stephens (en) (démocrate)  |                      | Pat Harrison (en) (démocrate)      |                      |                      |                      |
| 71e (1929-1931)                                                                                                  | Hubert D. Stephens (en) (démocrate)  |                      | Pat Harrison (en) (démocrate)      |                      |                      |                      |
| 72e (1931) | Hubert D. Stephens (en) (démocrate)  |                      | Pat Harrison (en) (démocrate)      |                      |                      |                      |
| 73e (1933-1935)                                                                                                  | Hubert D. Stephens (en) (démocrate)  |                      | Pat Harrison (en) (démocrate)      |                      |                      |                      |
| | Theodore G. Bilbo (démocrate)        |                      | Pat Harrison (en) (démocrate)      | 74e (1935-1937)      |                      |                      |
| 75e (1937-1939)                                                                                                  | Theodore G. Bilbo (démocrate)        |                      | Pat Harrison (en) (démocrate)      |                      |                      |                      |
| 76e (1939-1941)                                                                                                  | Theodore G. Bilbo (démocrate)        |                      | Pat Harrison (en) (démocrate)      |                      |                      |                      |
| 77e (1941) | Theodore G. Bilbo (démocrate)        |                      | Pat Harrison (en) (démocrate)      |                      |                      |                      |
| 77e (1941) | Theodore G. Bilbo (démocrate)        |                      | James Eastland (démocrate)         |                      |                      |                      |
| 77e (1941-1943)                                                                                                  | Theodore G. Bilbo (démocrate)        |                      | Wall Doxey (en) (démocrate)        |                      |                      |                      |
| 78e (1943-1945)                                                                                                  | Theodore G. Bilbo (démocrate)        |                      | James Eastland (démocrate)         |                      |                      |                      |
| 79e (1945-1947)                                                                                                  | Theodore G. Bilbo (démocrate)        |                      | James Eastland (démocrate)         |                      |                      |                      |
| 80e (1947) | Theodore G. Bilbo (démocrate)        |                      | James Eastland (démocrate)         |                      |                      |                      |
| | John C. Stennis (démocrate)          |                      | James Eastland (démocrate)         | 80e (1947-1949)      |                      |                      |
| 81e (1949-1951)                                                                                                  | John C. Stennis (démocrate)          |                      | James Eastland (démocrate)         |                      |                      |                      |
| 82e (1951-1953)                                                                                                  | John C. Stennis (démocrate)          |                      | James Eastland (démocrate)         |                      |                      |                      |
| 83e (1953-1955)                                                                                                  | John C. Stennis (démocrate)          |                      | James Eastland (démocrate)         |                      |                      |                      |
| 84e (1955-1957)                                                                                                  | John C. Stennis (démocrate)          |                      | James Eastland (démocrate)         |                      |                      |                      |
| 85e (1957-1959)                                                                                                  | John C. Stennis (démocrate)          |                      | James Eastland (démocrate)         |                      |                      |                      |
| 86e (1959-1961)                                                                                                  | John C. Stennis (démocrate)          |                      | James Eastland (démocrate)         |                      |                      |                      |
| 87e (1961-1963)                                                                                                  | John C. Stennis (démocrate)          |                      | James Eastland (démocrate)         |                      |                      |                      |
| 88e (1963-1965)                                                                                                  | John C. Stennis (démocrate)          |                      | James Eastland (démocrate)         |                      |                      |                      |
| 89e (1965-1967)                                                                                                  | John C. Stennis (démocrate)          |                      | James Eastland (démocrate)         |                      |                      |                      |
| 90e (1967-1969)                                                                                                  | John C. Stennis (démocrate)          |                      | James Eastland (démocrate)         |                      |                      |                      |
| 91e (1969-1971)                                                                                                  | John C. Stennis (démocrate)          |                      | James Eastland (démocrate)         |                      |                      |                      |
| 92e (1971-1973)                                                                                                  | John C. Stennis (démocrate)          |                      | James Eastland (démocrate)         |                      |                      |                      |
| 93e (1973-1975)                                                                                                  | John C. Stennis (démocrate)          |                      | James Eastland (démocrate)         |                      |                      |                      |
| 94e (1975-1977)                                                                                                  | John C. Stennis (démocrate)          |                      | James Eastland (démocrate)         |                      |                      |                      |
| 95e (1977-1979)                                                                                                  | John C. Stennis (démocrate)          |                      | Thad Cochran (républicain)         |                      |                      |                      |
| 95e (1979) | John C. Stennis (démocrate)          |                      | Thad Cochran (républicain)         |                      |                      |                      |
| 96e (1979-1981)                                                                                                  | John C. Stennis (démocrate)          |                      | Thad Cochran (républicain)         |                      |                      |                      |
| 97e (1981-1983)                                                                                                  | John C. Stennis (démocrate)          |                      | Thad Cochran (républicain)         |                      |                      |                      |
| 98e (1983-1985)                                                                                                  | John C. Stennis (démocrate)          |                      | Thad Cochran (républicain)         |                      |                      |                      |
| 99e (1985-1987)                                                                                                  | John C. Stennis (démocrate)          |                      | Thad Cochran (républicain)         |                      |                      |                      |
| 100e (1987-1989)                                                                                                 | John C. Stennis (démocrate)          |                      | Thad Cochran (républicain)         |                      |                      |                      |
| | Trent Lott (républicain)             |                      | Thad Cochran (républicain)         | 101e (1989-1991)     |                      |                      |
| 102e (1991-1993)                                                                                                 | Trent Lott (républicain)             |                      | Thad Cochran (républicain)         |                      |                      |                      |
| 103e (1993-1995)                                                                                                 | Trent Lott (républicain)             |                      | Thad Cochran (républicain)         |                      |                      |                      |
| 104e (1995-1997)                                                                                                 | Trent Lott (républicain)             |                      | Thad Cochran (républicain)         |                      |                      |                      |
| 105e (1997-1999)                                                                                                 | Trent Lott (républicain)             |                      | Thad Cochran (républicain)         |                      |                      |                      |
| 106e (1999-2001)                                                                                                 | Trent Lott (républicain)             |                      | Thad Cochran (républicain)         |                      |                      |                      |
| 107e (2001-2003)                                                                                                 | Trent Lott (républicain)             |                      | Thad Cochran (républicain)         |                      |                      |                      |
| 108e (2003-2005)                                                                                                 | Trent Lott (républicain)             |                      | Thad Cochran (républicain)         |                      |                      |                      |
| 109e (2005-2007)                                                                                                 | Trent Lott (républicain)             |                      | Thad Cochran (républicain)         |                      |                      |                      |
| 110e (2007) | Trent Lott (républicain)             |                      | Thad Cochran (républicain)         |                      |                      |                      |
| | Roger Wicker (républicain)           |                      | Thad Cochran (républicain)         | 110e (2007-2009)     |                      |                      |
| 111e (2009-2011)                                                                                                 | Roger Wicker (républicain)           |                      | Thad Cochran (républicain)         |                      |                      |                      |
| 112e (2011-2013)                                                                                                 | Roger Wicker (républicain)           |                      | Thad Cochran (républicain)         |                      |                      |                      |
| 113e (2013-2015)                                                                                                 | Roger Wicker (républicain)           |                      | Thad Cochran (républicain)         |                      |                      |                      |
| 114e (2015-2017)                                                                                                 | Roger Wicker (républicain)           |                      | Thad Cochran (républicain)         |                      |                      |                      |
| 115e (2017-2019)                                                                                                 | Roger Wicker (républicain)           |                      | Thad Cochran (républicain)         |                      |                      |                      |
| 116e (2019-2021)                                                                                                 | Roger Wicker (républicain)           |                      | Cindy Hyde-Smith (républicain)     |                      |                      |                      |
| 117e (2021-2023)                                                                                                 | Roger Wicker (républicain)           |                      | Cindy Hyde-Smith (républicain)     |                      |                      |                      |
| 118e (2023-2025)                                                                                                 | Roger Wicker (républicain)           |                      | Cindy Hyde-Smith (républicain)     |                      |                      |                      |
| 119e (2025-2027)                                                                                                 | Roger Wicker (républicain)           |                      | Cindy Hyde-Smith (républicain)     |                      |                      |                      |